# Principauté épiscopale de Freising
Ne doit pas être confondu avec Archidiocèse de Munich et Freising.
1294–1803
Entités précédentes :
- Duché de Bavière

Entités suivantes :
- Électorat de Bavière

La principauté épiscopale de Freising (en allemand : Fürstbistum Freising) désigne les territoires du prince-évêques ayant leur siège à Freising. La principauté est un État du Saint-Empire romain germanique ; les évêques de Freising, qui relèvent du duché de Bavière, obtinrent l'immédiateté impériale comme seigneurs temporels vers l'an 1294.
Les frontières de la principauté et du diocèse de Freising, un suffragant de l'archidiocèse de Salzbourg, ne coïncidaient pas. Le territoire immédiat comprenait :
- la ville de Freising avec l'ancienne résidence des ducs de Bavière ;
- le comté d' Ismaning sur la rive est du fleuve Isar ;
- la seigneurie de Burgrain à Isen
- le comté de Werdenfels autour de Garmisch.

De plus, Fresing possédait plusieurs seigneuries médiates en Bavière comme dans l'Autriche (Waidhofen, Enzersdorf), la Styrie (Oberwölz), la Carinthie (Cadore), la Carniole (Škofja Loka) et le Tyrol (San Candido). Dans le périmètre du diocèse fondé en 739 par Boniface de Mayence, l'autorité spirituelle de l’évêque s’étendait à proprement parler sur une zone plus grande du sud de la Bavière. 
Les évêques faisaient partie du collège des princes ecclésiastiques à la Diète d'Empire. Lors de la diète à Augsbourg en 1500, la principauté épiscopale de Freising rejoint le cercle de Bavière. Le recès d'Empire de 1803 mit un terme au pouvoir temporel. Après le congrès de Vienne en 1815, le territoire échut au royaume de Bavière.